# Dipsan Tirkey
Dipsan Tirkey est un joueur de hockey sur gazon indien évoluant au poste de défenseur au BPCL et avec l'équipe nationale indienne.

## Biographie
- Naissance le 15 octobre 1998 dans l'état d'Odisha[1].
- Frère cadet de Dilip Tirkey, international indien de 1995 à 2010[2].

## Carrière
Il a été appelé en 2017 pour concourir à la finale de la ligue mondiale de hockey sur gazon masculin 2016-2017 à Bhubaneswar.

## Palmarès
- : 1er à la Coupe du monde U21 en 2016[3]
- : 1er à la Coupe d'Asie en 2017
- : 3e à la Ligue mondiale 2016-2017
- : 3e au Champions Trophy d'Asie en 2021
- : 3e à la Coupe d'Asie en 2022